# Indraneil Sengupta
Indraneil Sengupta (bengali: ইন্দ্রনীল সেনগুপ্ত), född 8 september 1974 i den indiska delstaten Assam, är en indisk film- och tv-skådespelare och modell. Han är känd för Kahaani (2012), Autograph (2010) och Mishawr Rawhoshyo (2013). Sengupta är uppvuxen och utbildad i Kolkata, Indien.